# تلة أماجر
أماجر باكي أو تلة أماجر (بالدنماركية: Amager Bakke) ومعروف أيضًا باسم منحدر أماجر أو كوبنهيل، هو عبارة عن محطة توليد مشترك لتحويل النفايات إلى طاقة ومنشأة رياضية في أماجر في كوبنهاغن، الدنمارك. افتتحت المحطة في عام 2017، واستبدلت جزئيًا محطة ترميد النفايات القديمة القريبة في أماجر، والجاري تحويلها من الفحم إلى الكتلة الحيوية (المتوقع الانتهاء منه عام 2020). تلعب المحطتان دورًا رئيسيًا في طموح كوبنهاجن للوصول إلى صفر كربون بحلول عام 2025.
تعتبر أماجر باكي أحد أنظف مصانع تحويل النفايات إلى طاقة في العالم وذلك بفضل التكنولوجيا التي تعمل على تصفية اللإنبعاثات.

## المبنى والتقنيات

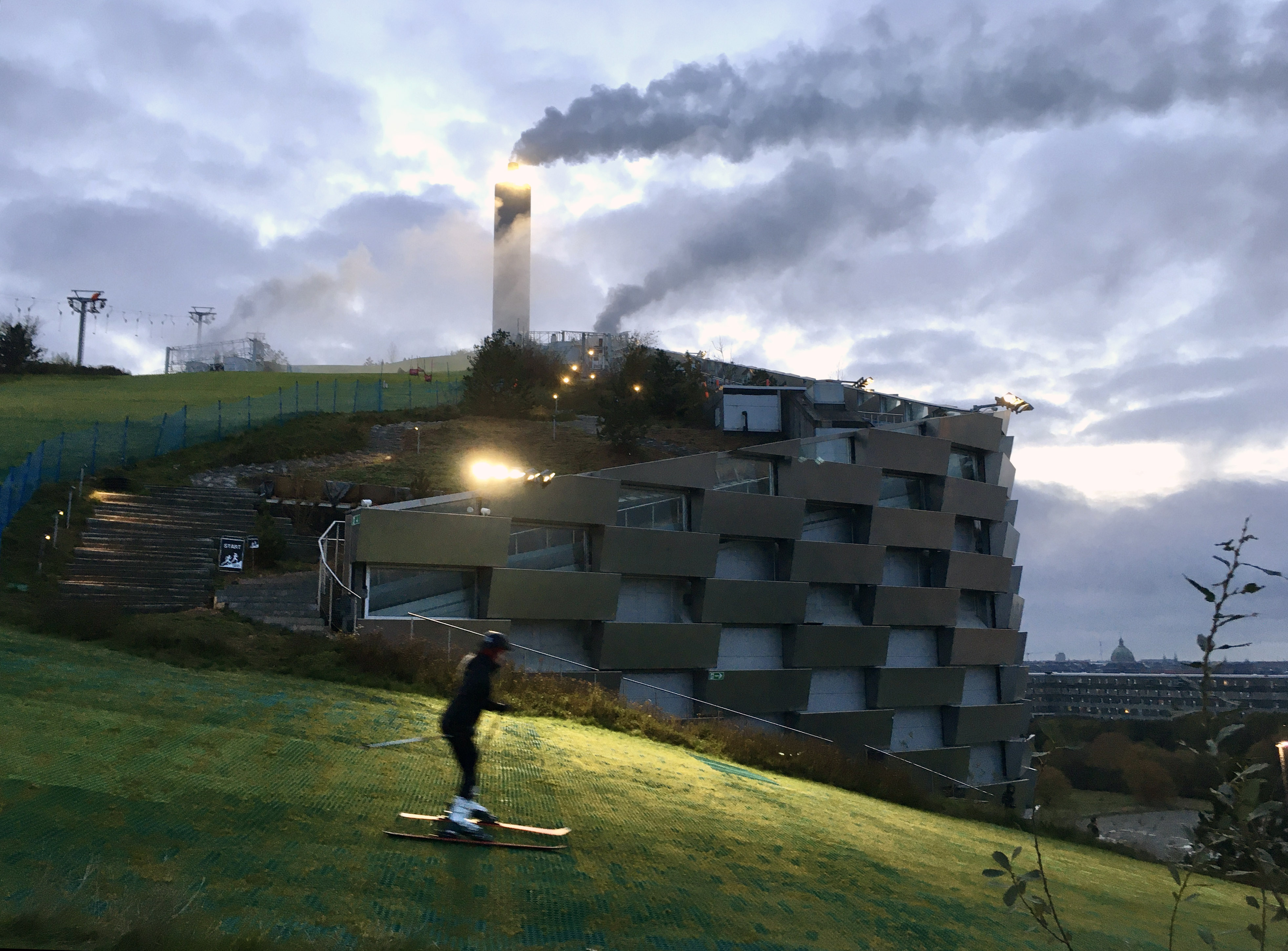
التزلج في أماجر باكي

تم افتتاح المحطة في 30 مارس 2017. وتقدر تكلفته بـ 670 مليون دولار، ومن المتوقع أن يحرق 400 ألف طن من النفايات الصلبة البلدية سنويًا. كما يضم مرفقًا رياضيًا صممته مجموعة بياركة إنجلز المعمارية بسقف مائل يبلغ ارتفاعه 85 مترًا (279 قدمًا) يُستخدم كمنحدر للتزلج الاصطناعي على مدار العام ومنحدر للمشي لمسافات طويلة وجدار تسلق، حيث تم افتتاحه للجمهور في الفترة من 4 إلى 6 أكتوبر 2019.من الناحية الفنية، تم تصميمه للتغيير بين أوضاع التشغيل، من إنتاج الكهرباء حتى 63 ميجاوات أو تدفئة المنطقة بقدرة 157-247 ميجاوات، اعتمادًا على الطلب المحلي على الحرارة وسعر الطاقة. تنتج المحطة مياه نظيفة أكثر من التي تستخدمها. بسبب الترشيح والتقنيات الأخرى، من المتوقع أن ينخفض انبعاث الكبريت بنسبة 99.5٪ وأكاسيد النيتروجين بنسبة 95٪ تقريبًا بالإضافة إلى الديوكسينات وحمض الكلور.
الميزة الخاصة لهذا المرفق هو أن المدخنة لا تطلق العوادم لاستمرار، ولكن بدلاً من ذلك تطلقها على شكل حلقات "دخان" (تتكون من بخار الماء بدلاً من الدخان الفعلي).

## معرض صور

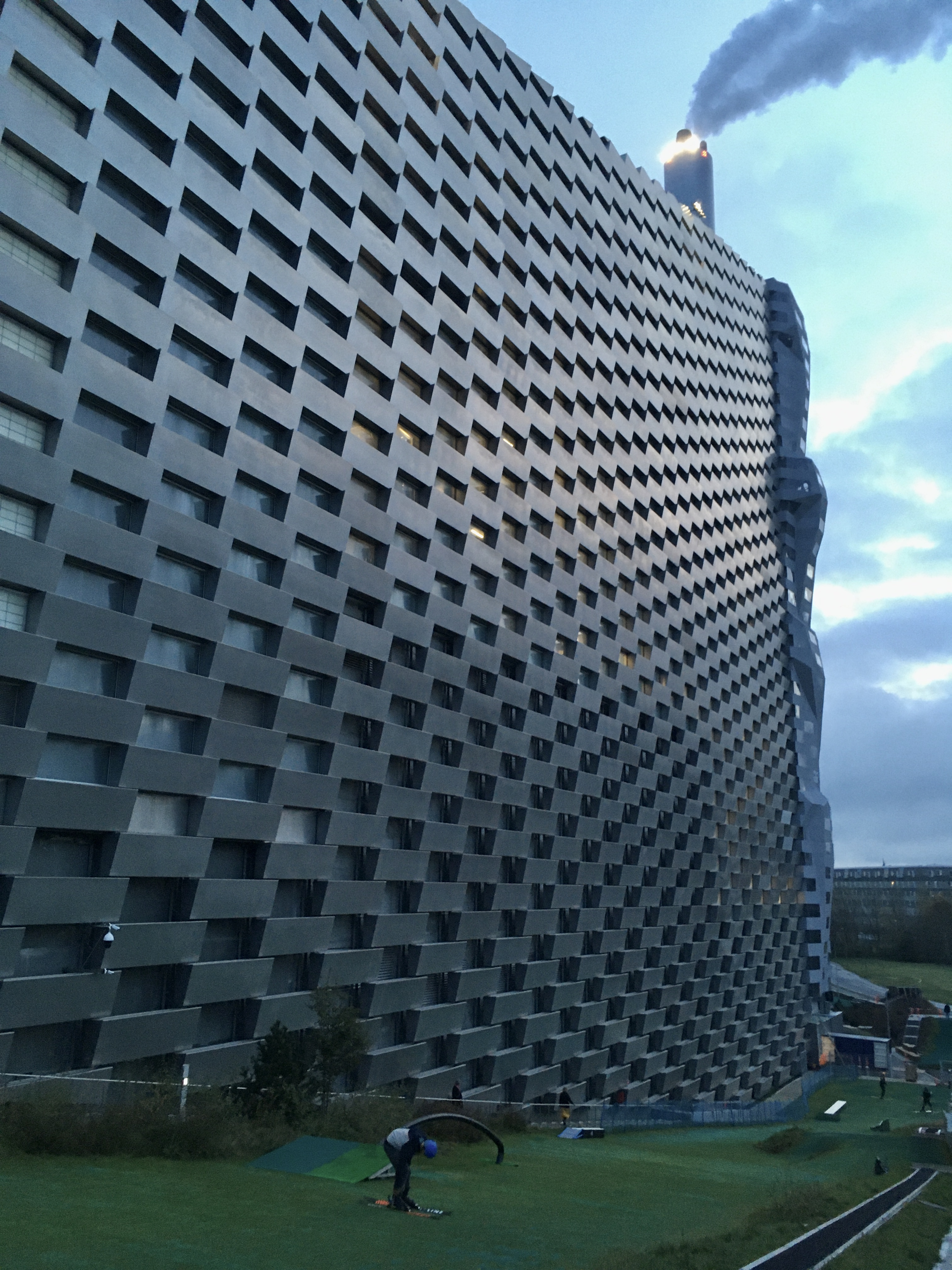
الواجهة الشمالية الغربية للمبنى، من الألومنيوم وذات نوافذ كبيرة. في الجزء السفلي من الصورة ، منحدر التزلج.
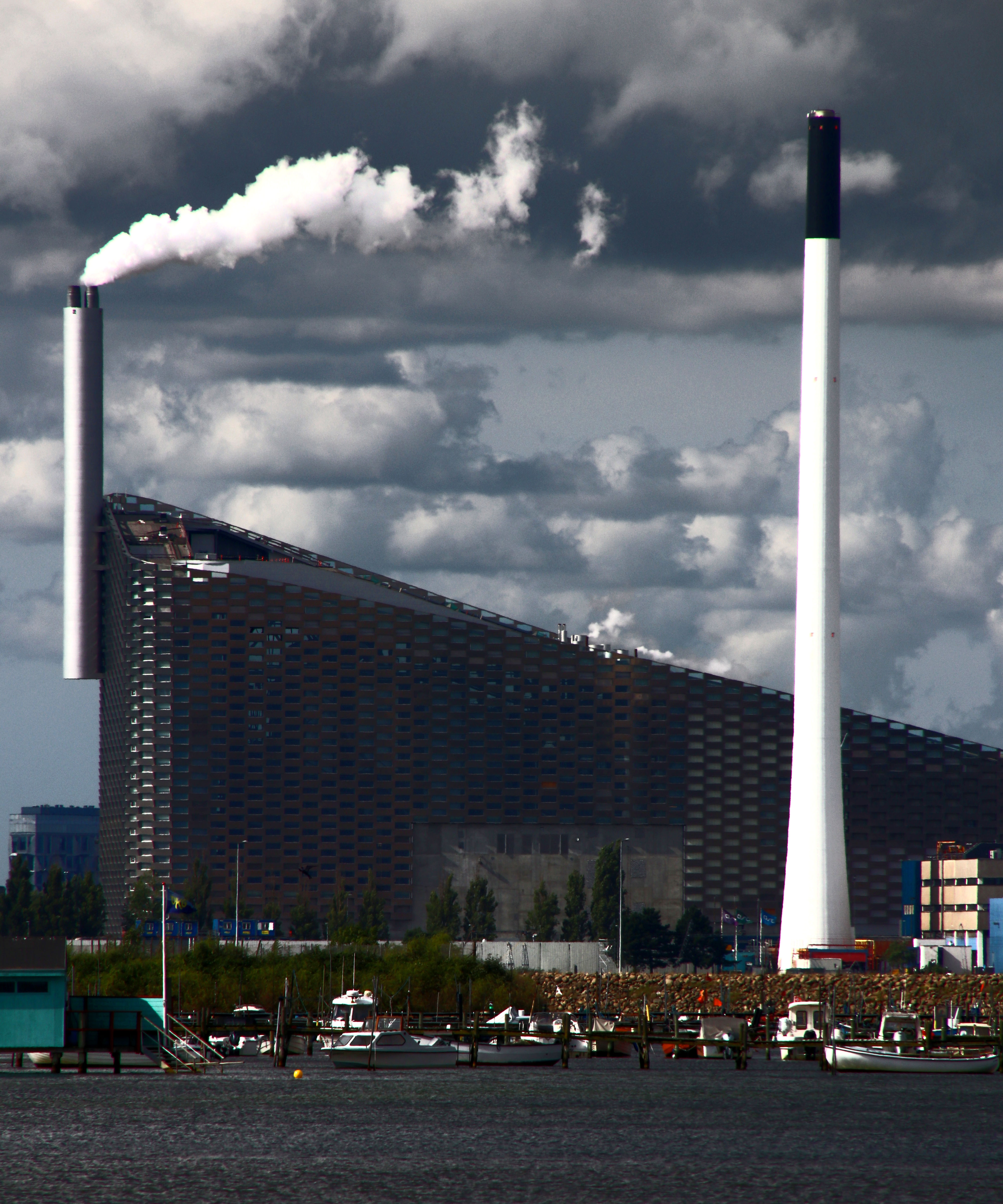
المصنع قيد التشغيل ، من الجنوب الشرقي.
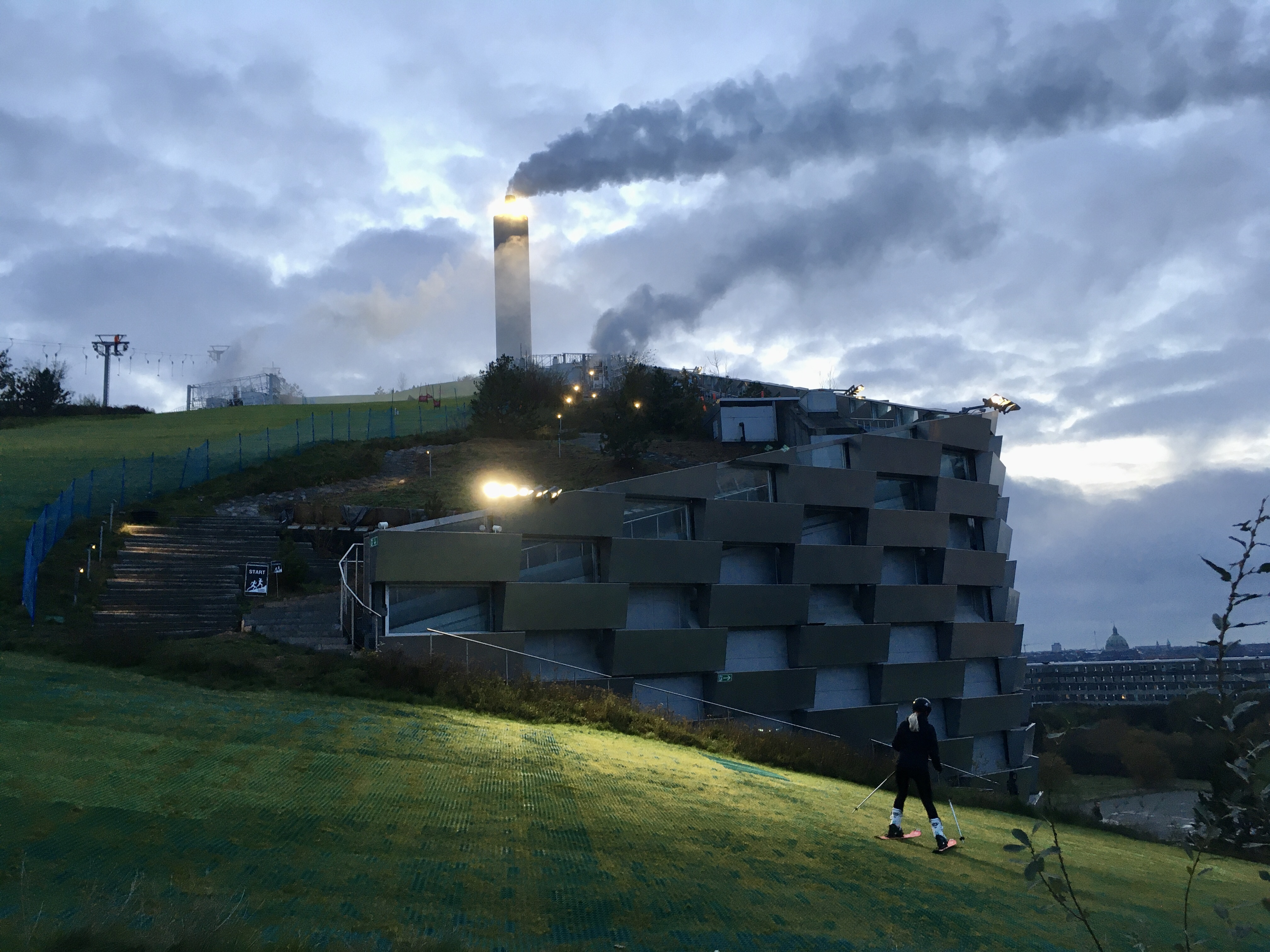
منحدر التزلج